# Jökulsá á Dal
Jökulsá á Dal (isl. „rzeka lodowcowa w dolinie”; znana też jako Jökulsá á Brú i Jökla) – rzeka lodowcowa w północno-wschodniej Islandii, o długości 150 km - piąta pod względem długości rzeka na wyspie. 
Rzeka wypływa z lodowca Brúarjökull, który stanowi północno-wschodni fragment największego islandzkiego lodowca Vatnajökull. Obecnie 25 km górnego biegu rzeki zalanych jest wodami zbiornika Hálslón, który powstał w 2009 roku po wybudowaniu zapory wodnej Kárahnjúkar. Na skutek tej inwestycji część wód Jökulsá á Dal przekierowywana jest do zlewni sąsiedniej rzeki Lagarfljót - zmniejszając średni roczny przepływ u ujścia z około 205 m³/s do około 95 m³/s. 
Doliną tej rzeki (Jökuldalur), w jej środkowym biegu, prowadzi droga krajowa nr 1. Obecny most nad rzeką pochodzi z 1994 roku.
Rzeka uchodzi do zatoki Héraðsflói, niedaleko ujścia Lagarfljót.